# Abrostola crinita
Abrostola crinita är en fjärilsart som beskrevs av Claude Dufay 1958. Abrostola crinita ingår i släktet Abrostola och familjen nattflyn. Inga underarter finns listade i Catalogue of Life.